# 蓝袜社

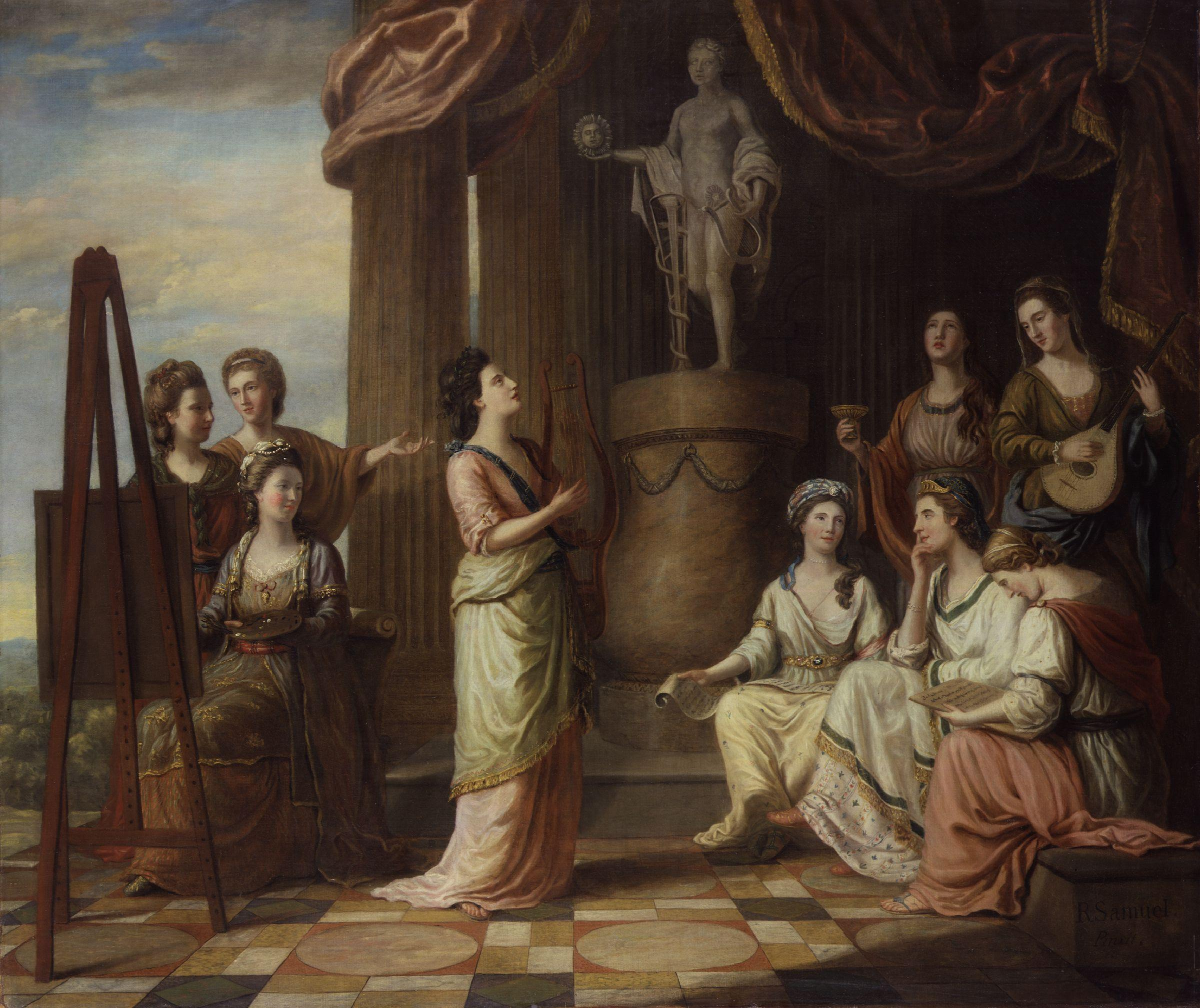
《阿波羅神廟中的繆斯人物肖像》（1778），理查德·塞缪尔绘，其中的人物都是蓝袜社成员

蓝袜社（Blue Stockings Society）是18世纪中期英格兰的一个非正式组织，主要是在女性间探讨文学艺术和教育的意义。其创始人为伊丽莎白·蒙塔古，主要成员包括伊麗莎白·卡特（Elizabeth Carter）、伊麗莎白·維西（Elizabeth Vesey ）、赫斯特·沙蓬、汉娜·莫尔和弗朗西斯·伯尼。蓝袜子（Bluestocking）一词由此衍生出来，用来指受过良好教育的女性。但实际上在18世纪末，蓝袜社也包含受过教育的男性，如本杰明·斯蒂林弗林特、塞缪尔·约翰逊。